# Ludwig Eberhard von Gemmingen-Guttenberg

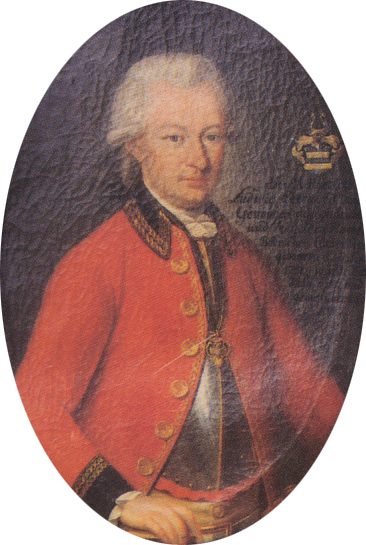
Ludwig Eberhard von Gemmingen-Guttenberg (1750–1841)

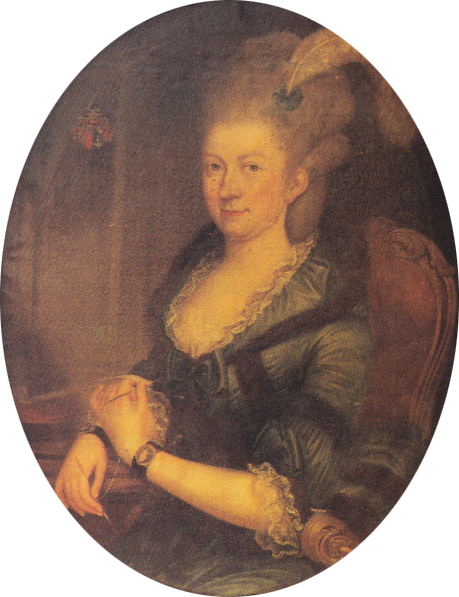
Seine Gattin Luise Auguste geb. von St. André († 1815)

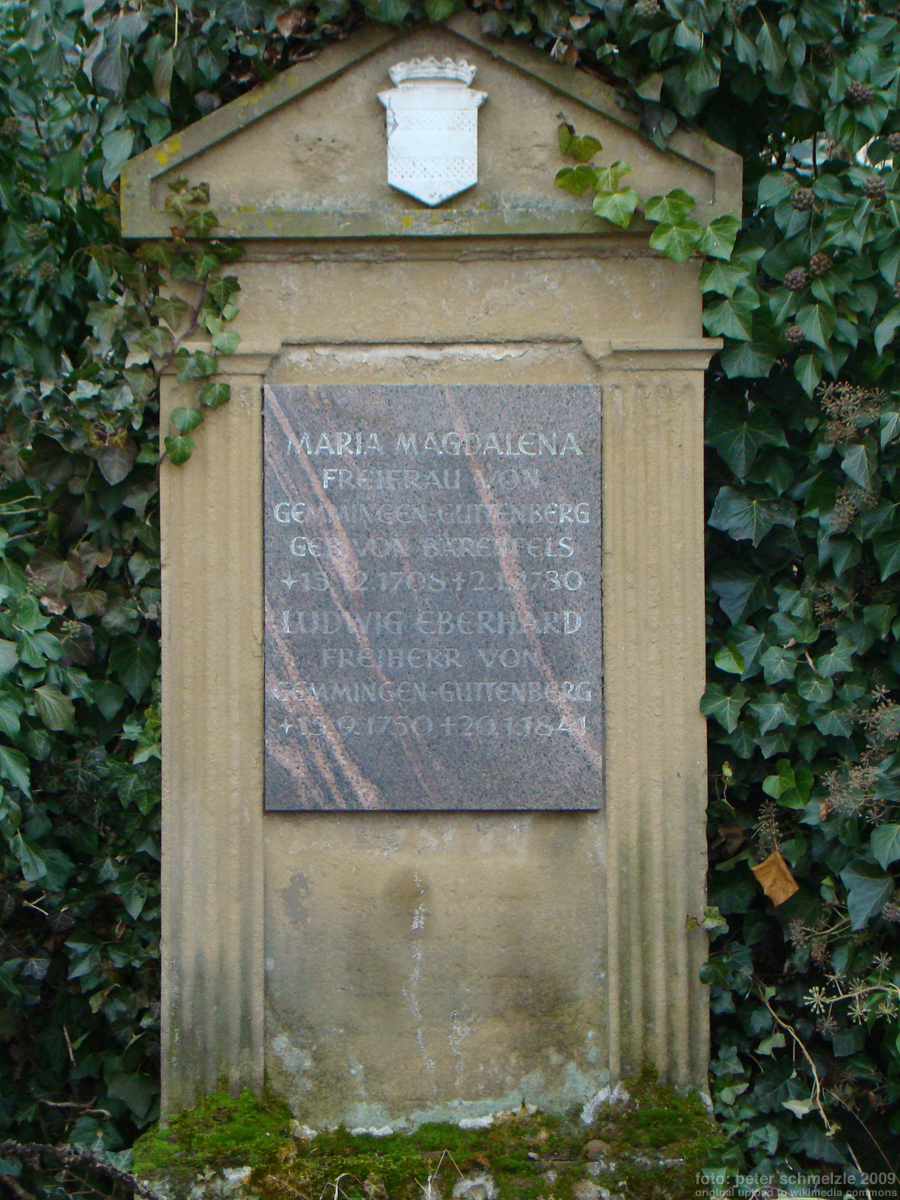
Grabmal von Ludwig Eberhard und seiner Mutter in Bonfeld

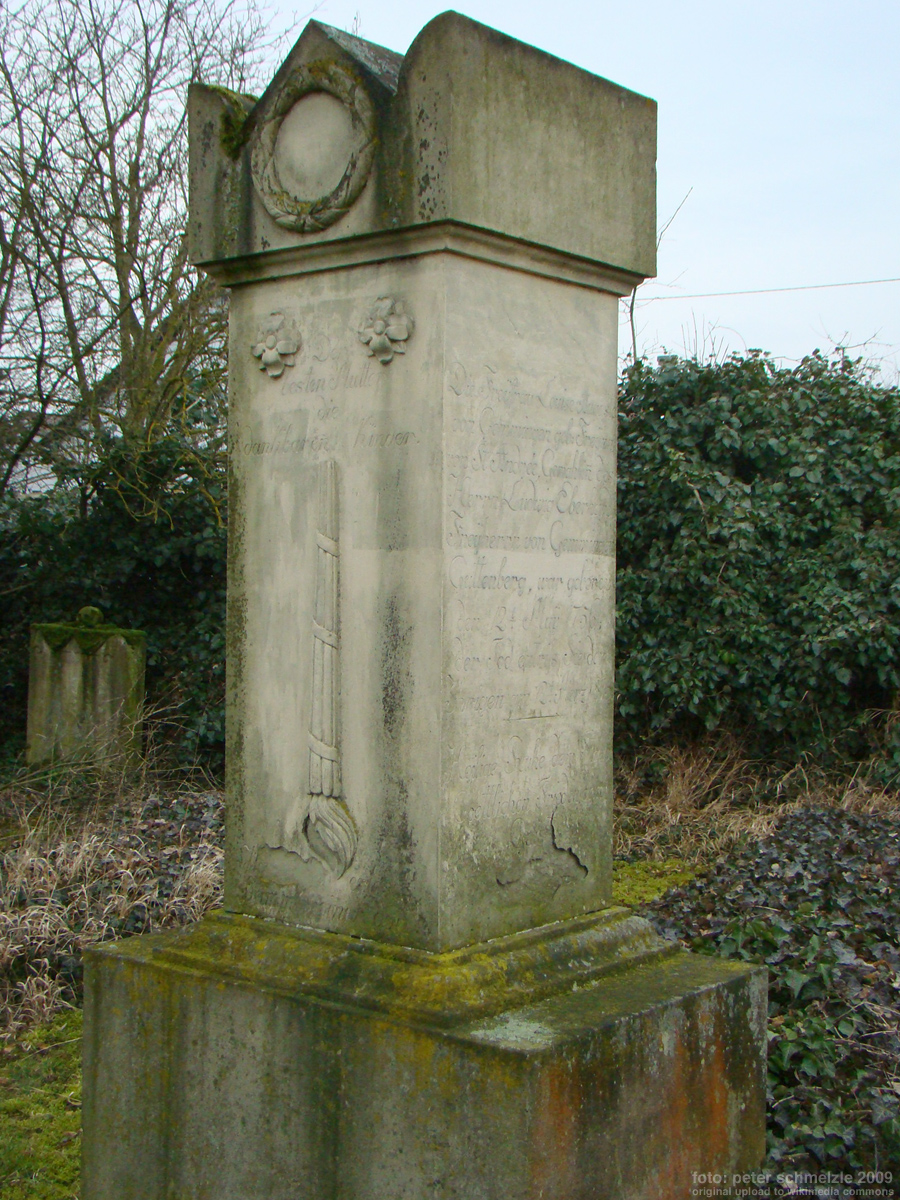
Grabmal der Gattin Louise Auguste in Bonfeld

Ludwig Eberhard von Gemmingen-Guttenberg (* 15. September 1750 in Mömpelgard; † 20. Januar 1841 in Bonfeld) war Grundherr in Bonfeld, badischer Kammerherr und Ritterrat des Ritterkantons Kraichgau.

## Leben
Er war der Sohn des Baden-Durlachschen und Brandenburg-Ansbachschen Kammerpräsidenten und Gouverneurs von Württemberg-Mömpelgard, Reinhard von Gemmingen (1698–1773), und der Maria Magdalena von Bärenfels (1708–1780). Er studierte in Tübingen und Göttingen und gehörte dem Studentenorden Z.N. an. Nach dem Tod seines Vaters trat er als dessen Erbe in das Gemmingensche Kondominat ein, wo er sich Verwaltung und Besitz mit seinem Vetter Karl Friedrich Reinhard von Gemmingen (1739–1822) und seinem Onkel Philipp von Gemmingen (1702–1785) teilte. Als es 1776 zur Auflösung des Kondominats kam, fiel Ludwig Eberhard der Besitz am alten Bonfelder Unterschloss zu. Weil Karl Friedrich Reinhard mit dem neu erbauten Oberschloss Bonfeld und Philipp mit der Burg Guttenberg und ihrem Zubehör wesentlich bessere Güter als das ruinöse alte Unterschloss zugefallen waren, erhielt er von beiden eine Entschädigungszahlung von 6000 Gulden.
Von 1784 bis 1787 ließ er an der Stelle des alten Unterschlosses in Bonfeld das klassizistische Unterschloss Bonfeld errichten. Nach dem kinderlosen Tod der Söhne seines Onkels Philipp (1702–1785) fielen Ludwig Eberhard und seinen Erben auch Burg Guttenberg und der Dammhof zu.
Den württembergischen Ständeversammlungen von 1815 bis 1819 gehörte Ludwig Eberhard von Gemmingen-Guttenberg als virilstimmberechtigter Freiherr an. 1815 bis 1817 vertrat ihn dort Eberhard Ludwig von Gemmingen-Bürg, 1819 Eberhard von Varnbüler. Der Ersten Kammer der Badischen Ständeversammlung gehörte er von 1819 bis 1841 als Vertreter des grundherrlichen Adels unterhalb der Murg an.
Er wurde neben zahlreichen anderen Angehörigen im Baronenviertel des Bonfelder Friedhofs bestattet, wo das Grabmal für ihn und seine Mutter sowie das seiner Gattin erhalten ist.

## Familie
Er war ab 1775 mit Luise Auguste Freiin von Saint-André (1752–1815) verheiratet. Die drei Söhne Ludwig Reinhard, Karl Friedrich und Philipp Albrecht verwalteten das väterliche Erbe wieder als Kondominat, das bis 1932 Bestand hatte. Zwei Töchter waren mit dem württembergischen Kriegsminister Ernst von Hügel verheiratet.
- Charlotte Maria (1776–1837) ⚭ August von Üxküll-Gyllenband
- Ludwig Reinhard (1777–1852), Oberhofmeister in Stuttgart
- Karl Friedrich (1779–1871) ⚭ Juliane von Saint-André (1782–1856), 1. Haus (Guttenberg)
- Philipp Albrecht (1782–1852) ⚭ Emilie von Rauch (1795–1821), Karoline von Lützow (1792–1853), 2. Haus (Bonfeld und Dammhof)
- Luise Ernestina (1782–1834) ⚭ Ernst von Hügel (1774–1849)
- Juliana Wilhelmina (1785–1831)
- Elisabetha Sophia (1789–1835) ⚭ Georg von Cotta, Ernst von Hügel

## Belege und Anmerkungen
1. ↑  Walter Richter: Der Esperance- und ZN-Orden, in: Einst und Jetzt. Jahrbuch 1974 des Vereins für corpsstudentische Geschichtsforschung, S. 30–54, Nr. 54.
2. ↑  Laut den Angaben im Biographischen Handbuch der württembergischen Landtagsabgeordneten von Frank Raberg auf S. 253 soll Ludwig Eberhard von Gemmingen-Guttenberg von 1819 bis 1841 der Ersten Kammer der Badischen Ständeversammlung angehört haben, jedoch nur von 1819 bis 1822 persönlich anwesend gewesen sein. Diese Angabe steht im Widerspruch zu Ludwig Bauer und Bernhard Gißler, die im Handbuch über die Mitglieder der Ersten Kammer der Badischen Ständeversammlung von 1819 – 1912, erschienen bei Fidelitas, Karlsruhe 1913 (Fünfte Auflage), S. 83 namentlich anderslautende Angaben machen. Demnach gehörte nicht der hier behandelte Ludwig Eberhard von Gemmingen-Guttenberg sondern sein Namensvetter Freiherr Ludwig Eberhard von Gemmingen-Presteneck von 1819 bis 1822 der Ersten Badischen Kammer an. Laut den Angaben von Bauer und Gißler auf S. 83 soll jener Freiherr Ludwig Eberhard von Gemmingen-Presteneck ebenfalls im Jahre 1841 verstorben sein. Das Todesjahr wäre demnach dasselbe gewesen wie bei Ludwig Eberhard von Gemmingen-Guttenberg. Dies passt jedoch nicht zum Todesjahr 1831 von Ludwig Eberhard von Gemmingen, der als Großherzoglich badischer Kammerherr zu Presteneck viel eher vom Namen her den Angaben bei Bauer und Gißler entsprechen würde. Möglicherweise handelt es sich im Handbuch von Bauer und Gißler um einen Druckfehler, so dass statt des korrekten Todesjahrs 1831 versehentlich 1841 angegeben wurde? Raberg hat daraufhin möglicherweise einen Folgefehler begangen und wegen des bei Bauer und Gißler angegebenen Todesjahres 1841 angenommen, dass es sich bei dem fraglichen Vertreter des grundherrlichen Adels unterhalb der Murg in der Ersten Badischen Kammer in den Jahren 1819 bis 1822 um den hier dargestellten Ludwig Eberhard von Gemmingen-Guttenberg († 1841) und nicht um Ludwig Eberhard von Gemmingen-Presteneck († 1831) gehandelt haben könnte?

| Personendaten    | Personendaten                                                                        |
| ---------------- | ------------------------------------------------------------------------------------ |
| NAME             | Gemmingen-Guttenberg, Ludwig Eberhard von                                            |
| KURZBESCHREIBUNG | Grundherr in Bonfeld, badischer Kammerherr und Ritterrat des Ritterkantons Kraichgau |
| GEBURTSDATUM     | 15. September 1750                                                                   |
| GEBURTSORT       | Mömpelgard, Grafschaft Württemberg-Mömpelgard, Heiliges Römisches Reich              |
| STERBEDATUM      | 20. Januar 1841                                                                      |
| STERBEORT        | Bonfeld, Königreich Württemberg                                                      |